# Freema Agyeman
Freema Agyeman, född 20 mars 1979 i London, är en brittisk skådespelare. Hon spelade Martha Jones i de brittiska tv-serierna Doctor Who och Torchwood. Freema medverkar också i serien The Carrie Diaries (2013) som Larissa Loughlin och i Sense8 (2015) där hon gör rollen som Amanita.